# Стивънс (окръг, Канзас)
Вижте пояснителната страница за други значения на Стивънс.
Окръг Стивънс (на английски: Stevens County) е окръг в щата Канзас, Съединени американски щати. Площта му е 1886 km², а населението - 5412 души. Административен център е град Хюгоутън.
(